# 安希伋
安希伋（1916年—），男，河南汤阴人，中国农业经济学家、农业教育家，北京农业大学教授，曾任中国技术经济研究会名誉理事。